# 上海轨道交通6号线
上海轨道交通6号线，又名浦东线是一条连接中国上海市浦东新区港城路站至东方体育中心站，是上海地铁运营的南北走向地铁线路，全长33.09公里，共设28座车站，于2007年12月29日通车运营。

## 概览
6号线北起高桥镇港城路站，南至三林地区东方体育中心站。全长33.09公里，其中高架线12.04公里，地下线21.05公里。沿线共设28座车站，其中高架车站9座，地下车站19座，其中有9座為转乘站。在高桥镇港城路附近设车辆段及综合基地一处，在三林设停车场一处，巨峰路站和世纪大道站附近各设主变电站一座，羽山路民生路路口附近设控制中心一处。总投资约120亿元。該线有3座车站购票、候车都設在同一樓层，分別为博兴路站、华夏西路站及灵岩南路站；地下车站都设有屏蔽门。2002年10月31日开工试验段，港城路站至灵岩南路站於2007年12月29日開通試營運，剩余的济阳路站（现名为东方体育中心站）由于周边大规模施工且无任何配套设施在线路投运初期仅办理列车折返（列车在灵岩南路清客）该站后于2011年4月12日开放客运。最初由上海现代轨道交通股份有限公司负责运营，2009年初，改由上海地铁第四运营有限公司运营。
6号线的线路标志色为 PANTONE Process Magenta C （C=12 M=100 Y=28 K=0），线路主题为海上霞光。

### 线路数据
- 营运里程：33.09公里
- 站数：28
- 轨距：1435毫米
- 动力电源：1500V直流（架空电线方式）
- 复线区间：全线
- 电气化区间：全线
- 地面區間：港城路車輛段—港城路西，華夏西路東—三林停車場
- 高架区间：港城路西—五蓮路南
- 地下区间：五蓮路南—东方体育中心

## 车辆

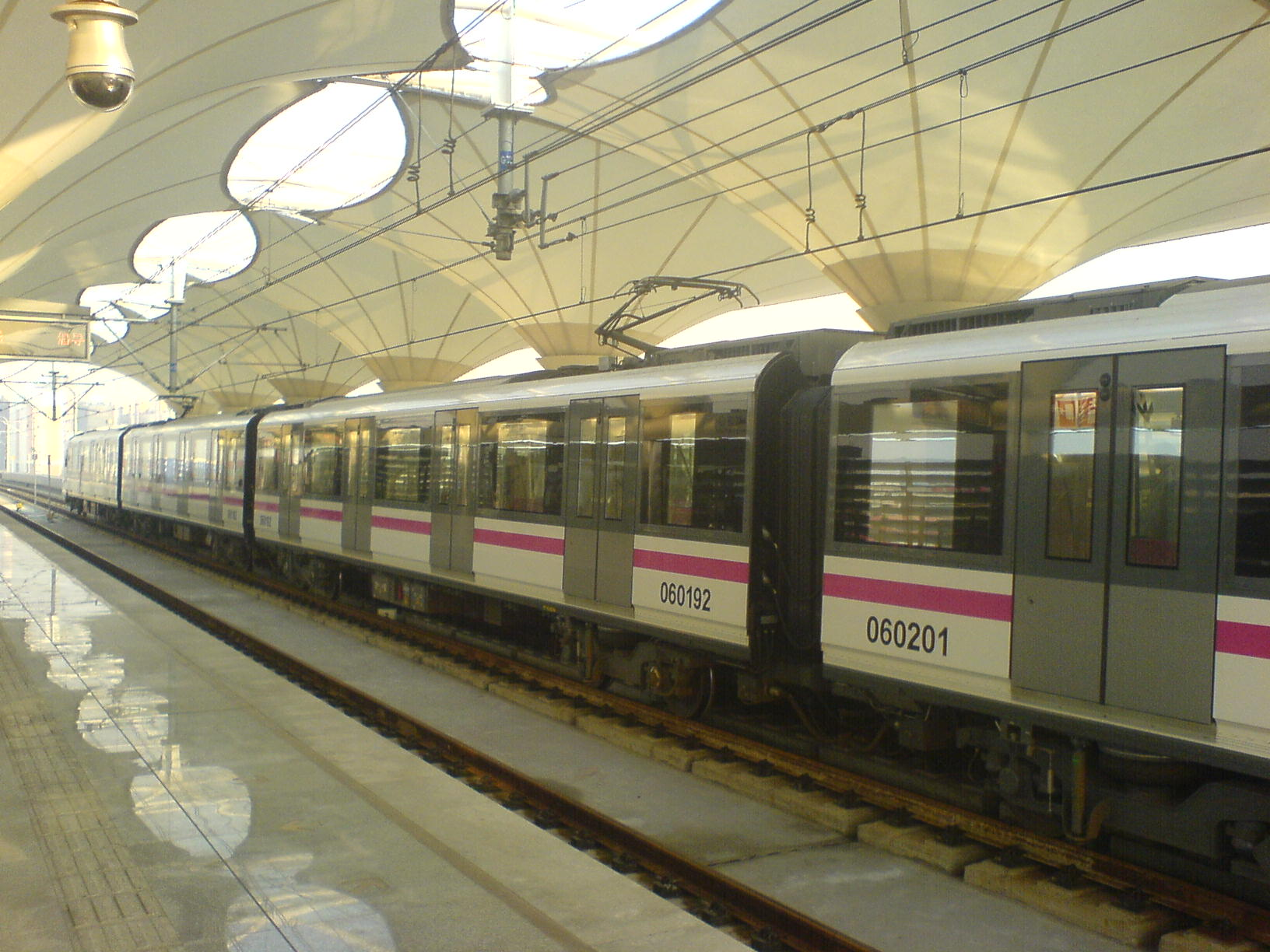
06C01型列车。圖中為港城路站

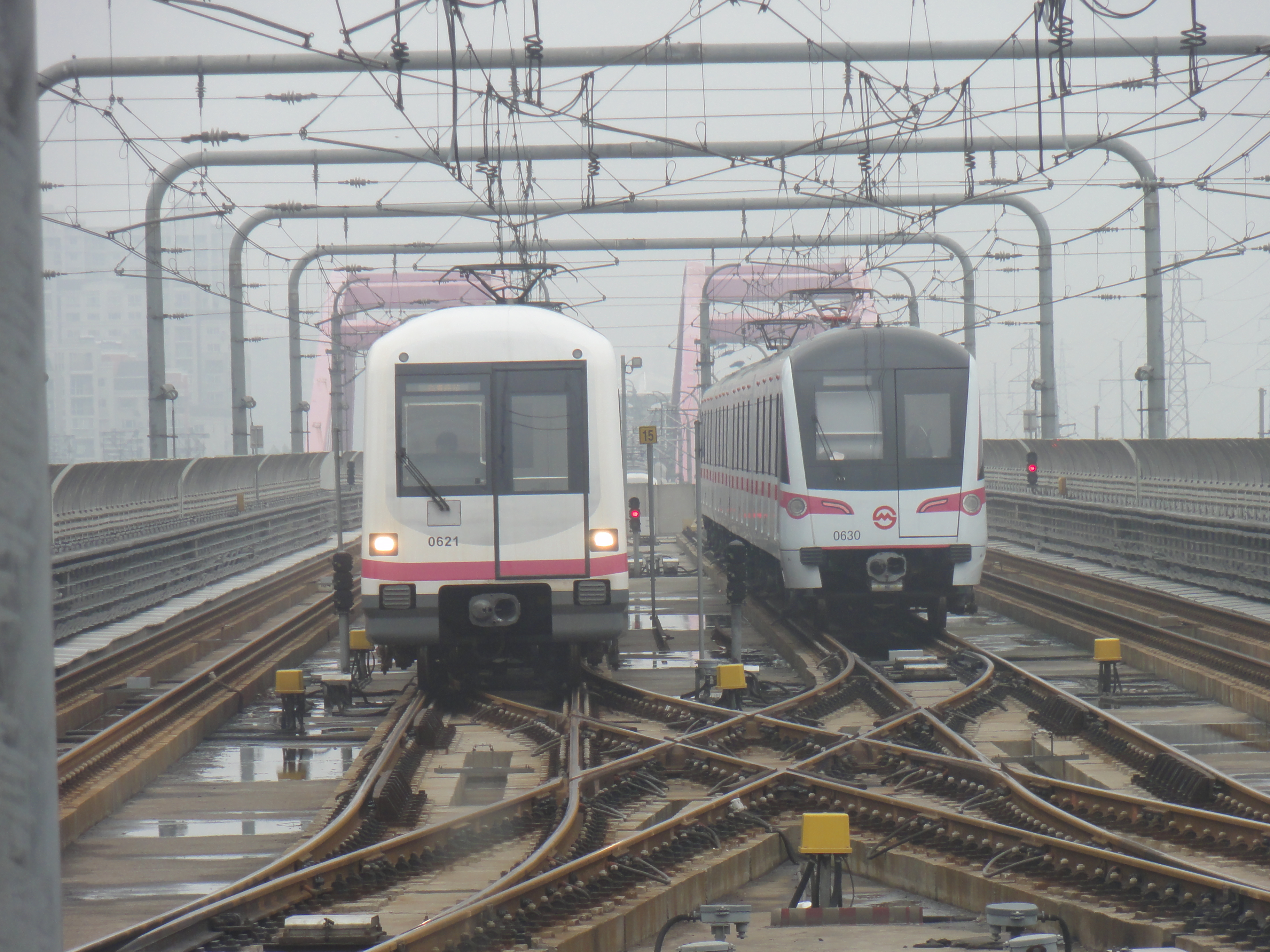
06C01型列车（左）与06C02型列车（右）。此图拍摄于巨峰路站

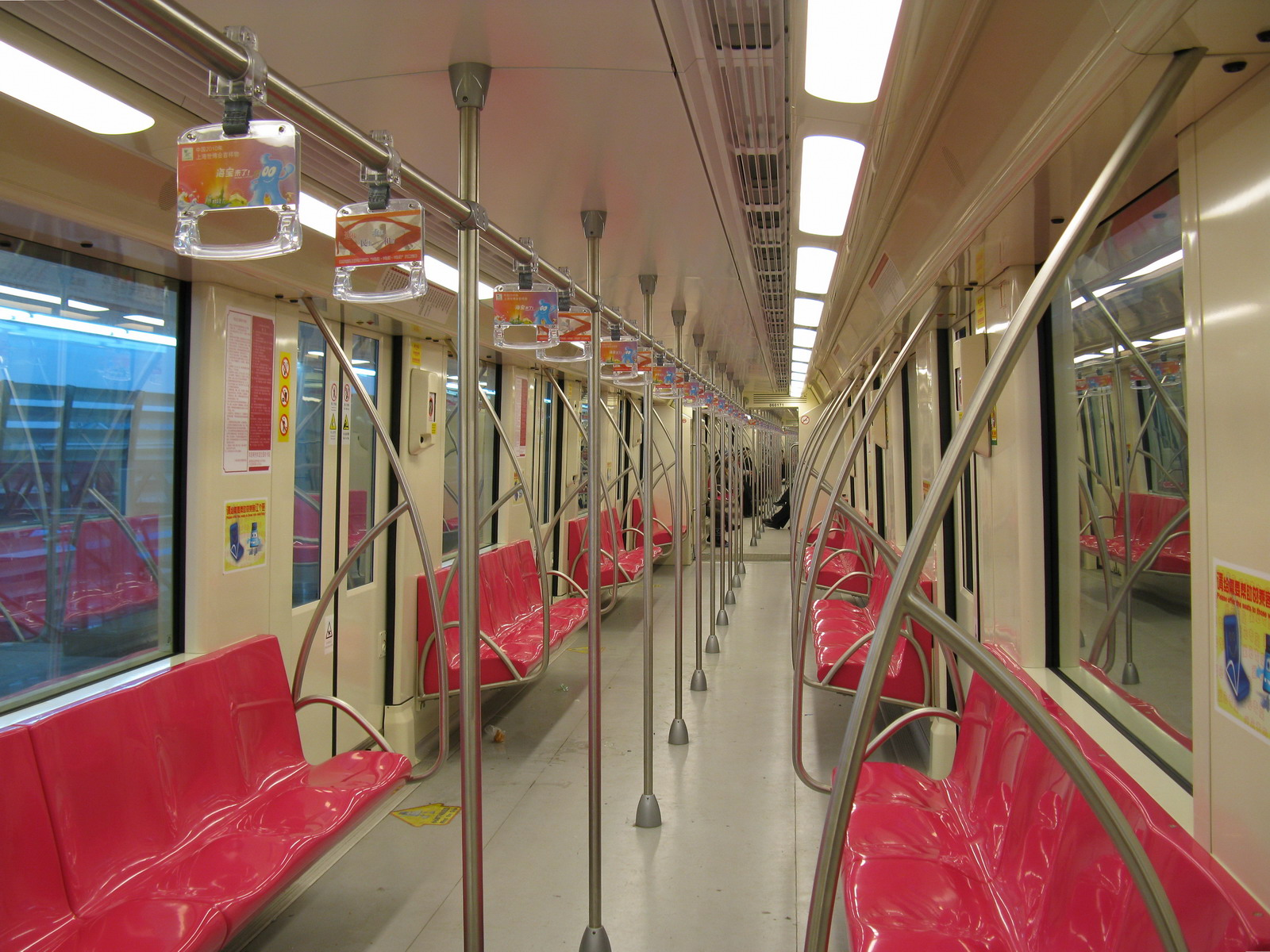
06C01型列車車廂

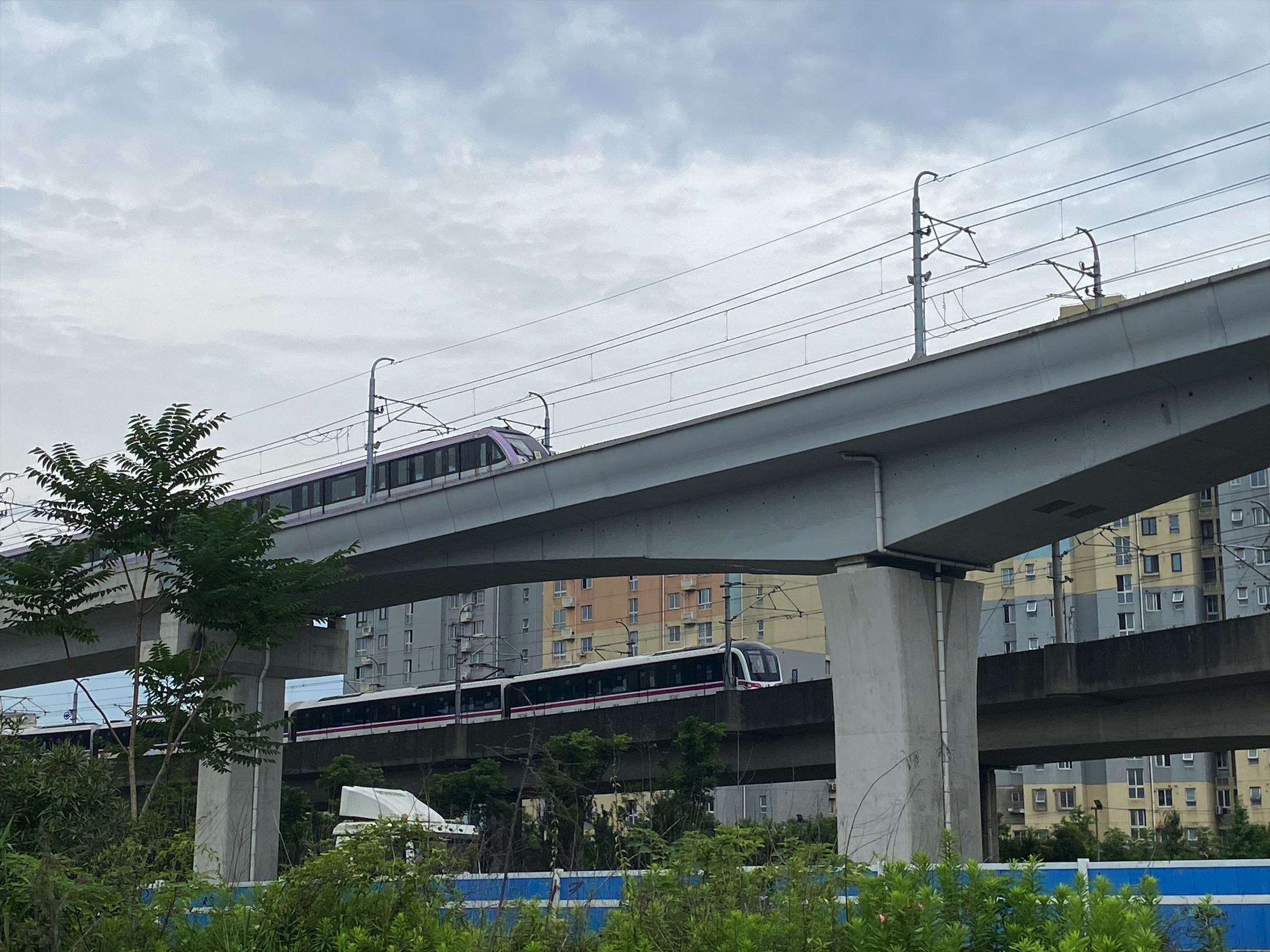
06C04型列车与10号线的10A02型列车。此图拍摄于港城路站附近

6号线车身两边各有一条品红色饰带。编号中0604、0614、0624、0634、0644、0654为空号。列车设计时速80 km/h，长19.49米(Tc)/19.44米(Mp)，宽2.6米，为VVVF交流传动。
| 现名  | 原名 | 制造商           | 车辆编成          | 制造年代  | 车辆总数                            | 上线时间    | 昵称                 |
| ----- | ---- | ---------------- | ----------------- | --------- | ----------------------------------- | ----------- | -------------------- |
| 06C01 | AC12 | 上海电气阿尔斯通 | 4小 (Tc+Mp+Mp+Tc) | 2007-2008 | 21列(0601-0603,0605-0613,0615-0623) | 2007/12/29- | Kitty、Hello Kitty   |
| 06C02 | AC14 | 北车长春轨道客车 | 4小 (Tc+Mp+Mp+Tc) | 2009-2010 | 11列(0625-0633,0635-0636)           | 2009/12/03- | （纸）花木兰         |
| 06C03 | AC14 | 北车长春轨道客车 | 4小 (Tc+Mp+Mp+Tc) | 2011-2012 | 18列(0637-0643,0645-0653,0655-0656) | 2012/09/18- | 电花木兰、花木兰二世 |
| 06C04 |      | 中车长春轨道客车 | 4小 (Tc+Mp+Mp+Tc) | 2018-2020 | 26列(06057-06082)                   | 2019/12/28- | 花木兰三世           |

### 06C01型电动客车
- 车厢：铝合金车体，总长77.86米，座位172，定员1170人，有貫通道
- 设计寿命：30年
- 该批所有列车不设闪灯路线图和LED显示屏，车头加设黄色LED显示屏显示终到站。

### 06C02型电动客车
- 车厢：铝合金车体,有贯通道
- 设计寿命：30年
- 该批所有车厢连接处设有黄色LED显示屏。车头加设黄色LED显示屏显示终到站。

### 06C03型电动客车
- 车厢：铝合金车体,有贯通道
- 设计寿命：30年
- 设单点式闪灯路线图，所有车厢连接处设有黄色LED显示屏。车头加设黄色LED显示屏显示终到站。

### 06C04型电动客车
- 车厢：铝合金车体,有贯通道
- 设计寿命：30年
- 设LCD滚动式路线图，所有车厢连接处和车厢中部设有红色LED显示屏。车头加设红色LED显示屏显示终到站。

## 车站一览

### 換乘站
- 610港城路 — 换乘10号线 由港城路方向至基隆路方向跨站台换乘，其余方向站厅换乘
- 612巨峰路 — 换乘12号线 通道換乘
- 614云山路 — 换乘14号线 通道换乘
- 618民生路 — 换乘18号线 通道换乘
- 2469世纪大道 — 换乘2号线、4号线、9号线 垂直换乘，6号线站台与2、4、9号线站厅连通
- 46蓝村路 — 换乘4号线 通道换乘
- 67高科西路 — 换乘7号线 垂直换乘
- 613东明路 — 换乘13号线 垂直换乘
- 6811东方体育中心 — 换乘8号线、11号线 8号线为垂直换乘，11号线由东方体育中心方向至嘉定北、花桥方向，由港城路方向至迪士尼方向跨站台换乘，其余方向站厅换乘

### 未來換乘站
- 621东靖路 — 换乘21号线 通道换乘
- 681119东方体育中心 — 换乘8号线、11号线 、19号线 19号线为通道换乘

### 车站列表
| 站名             | 里程 （米） | 站间距 （米） | 换乘路线                          | 所在地   | 车站形式                           | 开门方向注1 |
| ---------------- | ----------- | ------------- | --------------------------------- | -------- | ---------------------------------- | ----------- |
| 港城路           | 0           | -             | █ 10号线                          | 浦東新区 | 高架三层 与 █ 10号线组成一岛两侧式 | 右侧        |
| 外高桥保税区北   | 1621        | 1621          | —                                 | 浦東新区 | 高架三层侧式                       | 右侧        |
| 航津路           | 3156        | 1535          | —                                 | 浦東新区 | 高架三层侧式                       | 右侧        |
| 外高桥保税区南   | 4862        | 1706          | —                                 | 浦東新区 | 高架三层侧式                       | 右侧        |
| 洲海路           | 6900        | 2038          | —                                 | 浦東新区 | 高架三层侧式                       | 右侧        |
| 五洲大道         | 7975        | 1075          | —                                 | 浦東新区 | 高架三层侧式                       | 右侧        |
| 東靖路           | 9294        | 1319          | █ 21号线（在建）                  | 浦東新区 | 高架三层侧式                       | 右侧        |
| 巨峰路           | 10404       | 1110          | █ 12号线                          | 浦東新区 | 高架三层岛式                       | 左侧        |
| 五蓮路           | 11365       | 961           | —                                 | 浦東新区 | 高架三层侧式                       | 右侧        |
| 博興路           | 12311       | 946           | —                                 | 浦東新区 | 地下一层侧式                       | 右侧        |
| 金橋路           | 13167       | 856           | —                                 | 浦東新区 | 地下二层侧式                       | 右侧        |
| 云山路           | 14323       | 1156          | █ 14号线                          | 浦東新区 | 地下二层侧式                       | 右侧        |
| 德平路           | 15305       | 982           | —                                 | 浦東新区 | 地下二层侧式                       | 右侧        |
| 北洋涇路         | 16635       | 1330          | —                                 | 浦東新区 | 地下二层侧式                       | 右侧        |
| 民生路           | 17552       | 917           | █ 18号线                          | 浦東新区 | 地下二层侧式                       | 右侧        |
| 源深體育中心     | 18459       | 907           | —                                 | 浦東新区 | 地下二层侧式                       | 右侧        |
| 世纪大道         | 19349       | 890           | █ 2号线 █ 4号线 █ 9号线           | 浦東新区 | 地下一层侧式                       | 右侧        |
| 浦電路           | 20386       | 1037          | —                                 | 浦東新区 | 地下二层岛式                       | 左侧        |
| 藍村路           | 21351       | 965           | █ 4号线                           | 浦東新区 | 地下三层岛式                       | 左侧        |
| 上海兒童醫學中心 | 22403       | 1052          | —                                 | 浦東新区 | 地下二层岛式                       | 左侧        |
| 臨沂新村         | 23689       | 1286          | —                                 | 浦東新区 | 地下二层岛式                       | 左侧        |
| 高科西路         | 24861       | 1172          | █ 7号线                           | 浦東新区 | 地下二层岛式                       | 左侧        |
| 东明路           | 26315       | 1454          | █ 13号线                          | 浦東新区 | 地下二层岛式                       | 左侧        |
| 高青路           | 27825       | 1510          | —                                 | 浦東新区 | 地下一层岛式                       | 左侧        |
| 華夏西路         | 29244       | 1419          | —                                 | 浦東新区 | 地下一层侧式                       | 右侧        |
| 上南路           | 30037       | 793           | —                                 | 浦東新区 | 地下二层侧式                       | 右侧        |
| 靈岩南路         | 31130       | 1093          | —                                 | 浦東新区 | 地下一层侧式                       | 右侧        |
| 东方体育中心     | 32657       | 1527          | █ 8号线 █ 11号线 █ 19号线（在建） | 浦東新区 | 地下三层 与 █ 11号线组成双岛式     | 右侧        |

- 注1：相对列车行驶方向而言。

## 时刻表

### 列车运行间隔
更新时间：2024年5月23日
| 周一 ～ 周五（工作日） | 周一 ～ 周五（工作日） | 周一 ～ 周五（工作日） | 周一 ～ 周五（工作日） | 周一 ～ 周五（工作日） |
| ---------------------- | ---------------------- | ---------------------- | ---------------------- | ---------------------- |
| 名称                   | 时段                   | 列车间隔               | 列车间隔               | 列车间隔               |
| 名称                   | 时段                   | 巨峰路～高青路         | 港城路～巨峰路         | 高青路～东方体育中心   |
| 早高峰                 | 7:20～9:00             | 平均2分                | 平均2分                | 平均4分                |
| 平峰                   | 9:00～16:30            | 平均5分                | 平均10分               | 平均10分               |
| 晚高峰                 | 16:30～19:00           | 平均2分30秒            | 平均3分45秒            | 平均3分45秒            |
| 其余时段               | 其余时段               | 约5分～6分             | 约10分～12分           | 约10分～12分           |
| 周六、周日（双休日）   |                        |                        |                        |                        |
| 名称                   | 时段                   | 列车间隔               | 列车间隔               | 列车间隔               |
| 名称                   | 时段                   | 巨峰路～高青路         | 港城路～巨峰路         | 高青路～东方体育中心   |
| 高峰时段               | 8:30～20:30            | 平均3分20秒            | 平均10分               | 平均10分               |
| 其他时段               | 其他时段               | 约5分～10分            | 约10分～12分           | 约10分～12分           |

## 沿革
- 2002年3月21日 工程报建[9]
- 2002年10月31日 试验段开工

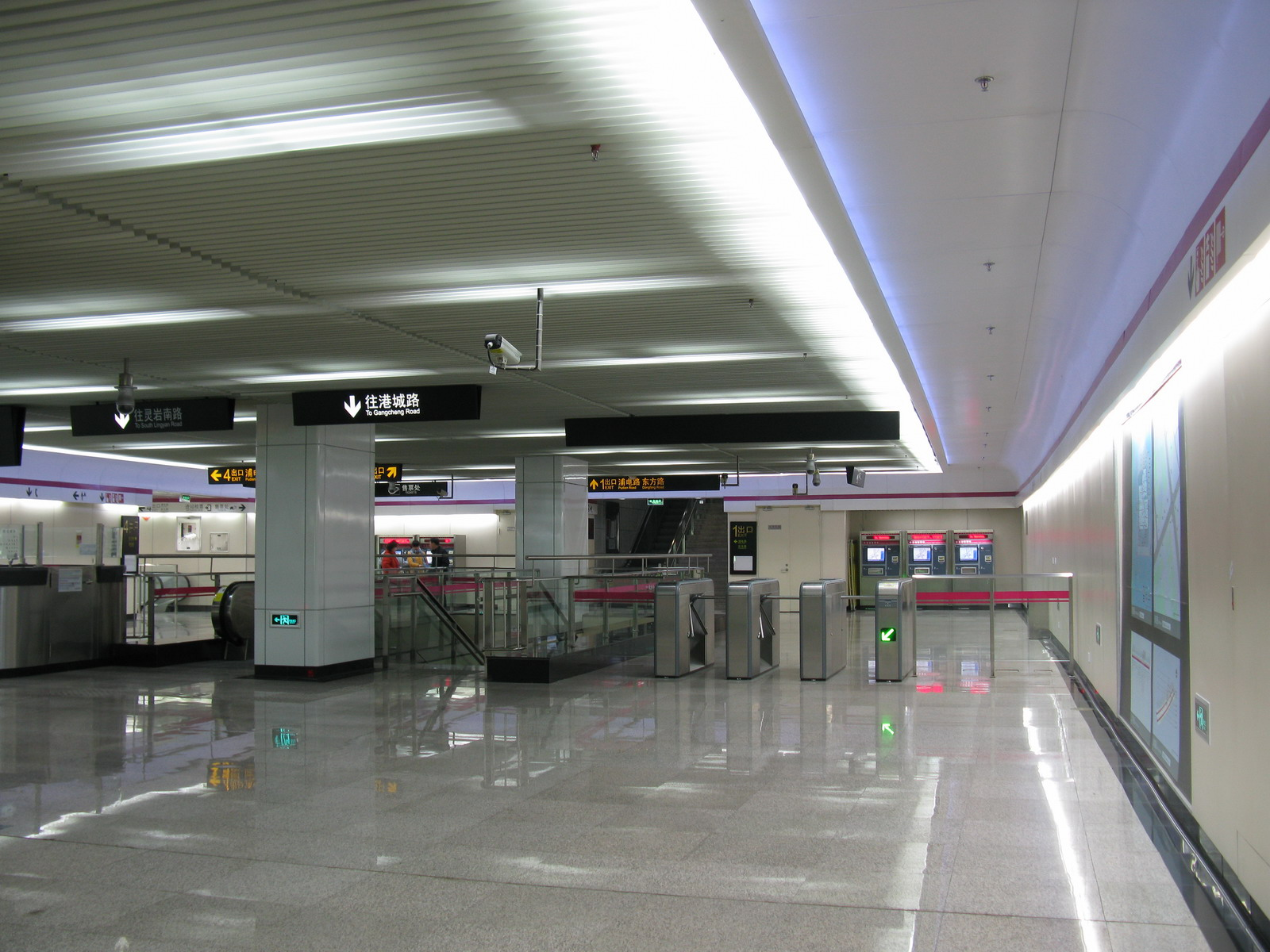
6号线地下車站站廳。圖中為浦电路站

- 2006年4月24日 国内首条浅覆土双圆地铁隧道（民生路—源深体育中心—世纪大道站）区间隧道贯通
- 2007年3月18日 首列阿尔斯通4节编组C型列车交付使用[10]
- 2007年5月12日 全线开始送电
- 2007年12月29日 港城路站至靈岩南路站開通試運營
- 2008年9月1日 啟動大、小交路运营模式，小交路为巨峰路站至上海兒童醫學中心站
- 2009年12月31日 更新大、小交路运营模式，小交路调整为巨峰路站至高青路站[11]
- 2010年2月20日起 五莲路站工作日7:20至8:30只出不进，同步开设五莲路至世纪大道应急接驳车[12]
- 2010年6月29日 增加4列车上线运营，五莲路站恢复常态运营[13]
- 2011年4月12日 剩余的遺留站济阳路站启用[14]
- 2011年5月7日 济阳路站更名为东方体育中心站
- 2022年2月1日 至6日 高青路站—东方体育中心站上行线实施单向停运集中整治，下行线单线双向运行[15]
- 2022年4月10日 为配合新型冠状病毒疫情防控，自下午4时30分起，五莲路站暂停营运
- 2022年4月15日 为配合新型冠状病毒疫情防控，自上午11时50分起，德平路站暂停营运
- 2022年4月21日 为配合新型冠状病毒疫情防控，北洋泾路站暂停营运
- 2022年5月22日 五莲路站、德平路站、北洋泾路站恢复营运

## 争议
6号线是整个上海轨道交通线网中，最具争议的轨道交通线路之一。
- 6号线规划始于2000年，但沿线楼盘的建设速度快于轨道交通建设。
- 6号线一开始就达到30公里的运营规模，相當於接近磁浮线和4号线的長度。房产提前开发，趋于饱和，客流量增長速度比預期快。
- 由于部分公交车因6号线的开通被同步取消或改道，导致迫使沿线居民使用轨交方式出行。
- 列车选用小型车，车厢仅2.6米宽，对于线路的乘客量来说太小，且仅有4节编组（受土建空間太窄所限，无法预留足夠土建空间），载客量不能满足需求，地铁公司只能不断大量增购列车缩短间隔缓解，至今6号线北部沿线若干站高峰时期长期处于限流状态。这一现象直到14号线和18号线开通后有所缓解。